# Samuel Rawet
Samuel Rawet (ur. 23 lipca 1929 w Klimontowie, zm. 25 sierpnia 1984) – brazylijski pisarz.
Urodził się w rodzinie żydowskiej. W 1936 wspólnie z rodzicami wyemigrował do Brazylii, gdzie zamieszkali w Rio de Janeiro. Z wykształcenia był inżynierem, ukończył Escola National de Engenharia. Współpracował z Oscarem Niemeyerem przy budowie Brasílii, gdzie później osiadł. Jako prozaik debiutował w 1956 zbiorem Contos de Imigrante. Oprócz opowiadań psychologicznych i nowel pisał eseje oraz sztuki teatralne.